# Goesan
Powiat Goesan (kor. 괴산군, Goesan-gun) znajduje się w prowincji Chungcheong Północny w Korei Południowej.

## Symbole
- Ptak - Sroka - symbolizuje pełnych współczucia mieszkańców powiatu
- Kwiat - Niecierpek
- Drzewo - Zelkova (spokrewnione z europejskimi wiązami) - reprezentuje patriotyzm i wierność

## Gospodarka
W powiecie uprawia się żeńszeń, jabłka, koreańską odmianę gruszki, ryż, fasolę, sezam, grzyby Songi, kukurydzę, ziemniaki. Produkuje się m.in. kimchi oraz pastę z soi doenjang.

## Warto zobaczyć
- Ciekawe formacje skalne
  - Hwayang Gugok
  - Seonyu Gugok
  - Ssanggok Gugok
  - Gallon Gugok
- Wodospad Suokjung
- Góra Joryeongsan
- Maebuljwasang - posągi Buddy Mae
- Seokjobirosanabuljwasang - kamienny posąg Buddy Birosana
- Drzewa Miseon w Seongdeok-ri, Chujeom-ri, Yulji-ri - występują tylko na terenie Korei
- Świątynia Gakyeon (Gakyeonsa)
- Świątynia Gongrim (Gongrimsa)
- Święte miejsce katolików Yeongpungseongji - w czasie prześladowań religijnych w 1801 roku poniosło tu śmierć wielu misjonarzy katolickich
- Festiwal Goesan - odbywający się co roku w październiku

Warto także skosztować lokalnych dań: 
- Ssogari Maeuntang - zupa z ryby Ssogari z papryką, bardzo ostra, popularna szczególnie latem,
- Olgaengiguk - zupa ze ślimaków bagiennych z ziołami.